# آب‌انبار عربستان
آب‌انبار عربستان مربوط به دوره پهلوی است و در قم، خیابان ۵۵ متری عمار یاسر، کوچه عربستان واقع شده و این اثر در تاریخ ۱۱ مرداد ۱۳۸۴ با شمارهٔ ثبت ۱۲۵۴۶ به‌عنوان یکی از آثار ملی ایران به ثبت رسیده است.

## موقعیت
در دو سوی بازار کهنه هستهٔ اولیه شهر قم، یعنی محلهٔ «عربستان» و محلهٔ «لب‌چال» قرار دارد، کوچهٔ عربستان که محلهٔ عربستان حول آن شکل گرفته، از دروازهٔ ری آغاز و در محل بازار نو به گذر «عشقعلی» ختم می‌شود.
این کوچه به احتمال یقین همان راه عراق و این محله نخستین قرارگاه مسلمانان بوده‌است. این بازار سر پوشیده که از خیابان ۴۵ متری عمار یاسر شروع شده و به میدان کهنه نزدیک خیابان طالقانی ختم می‌شود، امروزه بیشتر به کارگاه‌ها اختصاص یافته‌است.
طول راسته بازار کهنه حدود یک کیلومتر است و خانه‌های مسکونی در میان آن وجود ندارد، سقف این بازار از پوشش گنبدی ساخته شده‌است. این بازار دارای یک سرای بدون نام و سرایی به نام کاروانسرای ملاحسین است.